# Chřestivcovití

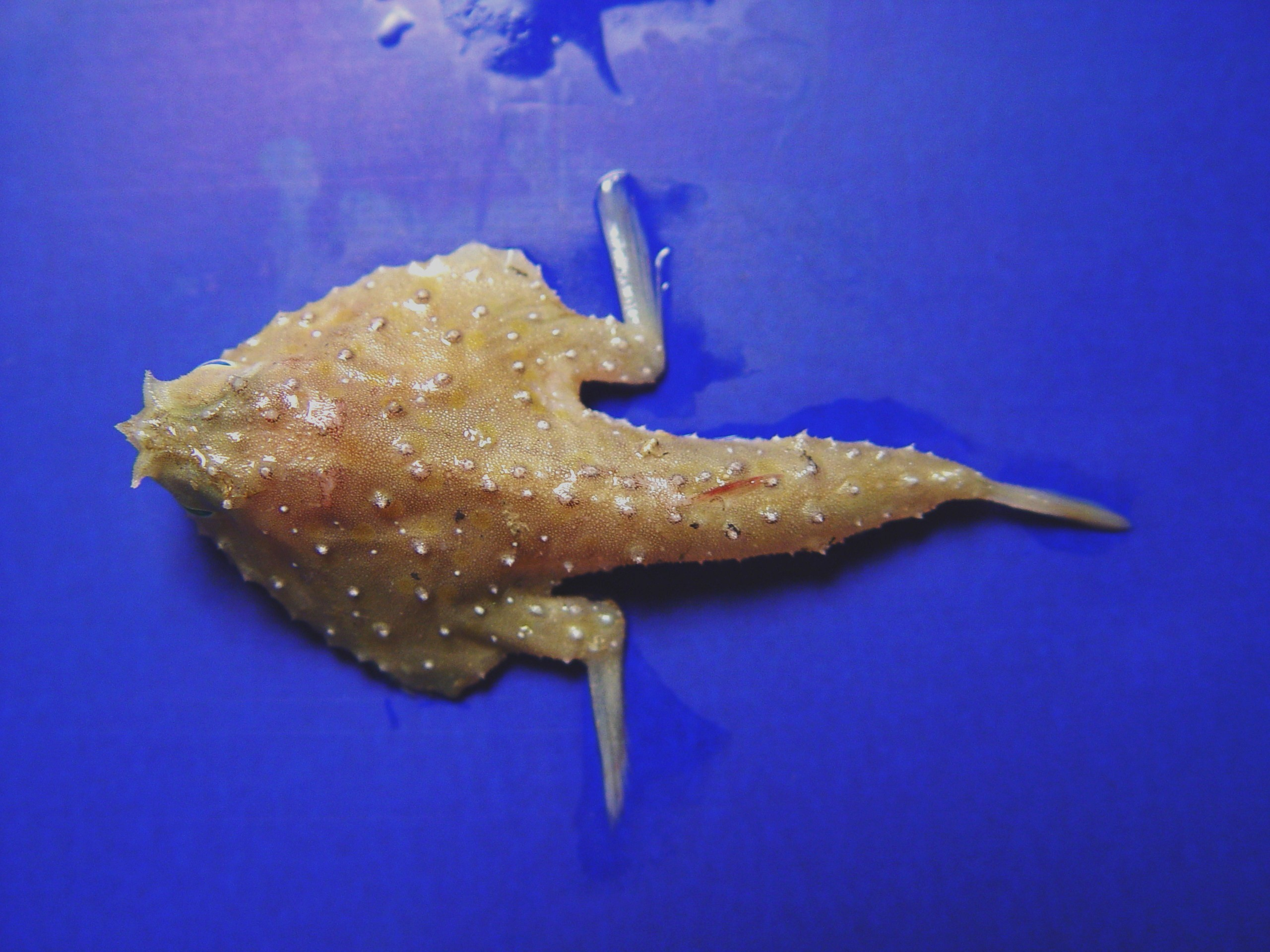
Chřestivec třírohý (pohled shora)

Chřestivcovití (Ogcocephalidae, což v řečtině znamená „nadmutá hlava“) je čeleď ďasovitých ryb, kterou tvoří deset rodů a 68 druhů. Vyskytují se v tropických a subtropických mořích, chybějí ve Středozemním moři. Patří k bentickým živočichům, kteří obývají pevninský svah v hloubkách přesahujících 100 m, některé druhy byly zastiženy ve více než tříkilometrové hloubce. Občas chřestivci pronikají z moře i do ústí řek.
Vzhled chřestivcovitých je přizpůsoben nutnosti vzdorovat enormnímu hydrostatickému tlaku. Tělo je vertikálně zploštělé, směrem od hlavy se při pohledu shora trojúhelníkově nebo polokruhovitě rozšiřuje k prsní ploutvi, následuje dlouhý štíhlý ocas (odtud anglické pojmenování sea bat, mořský netopýr). Chřestivec dlouhorypý a chřestivec zakrslý mají ústa trubicovitě protažena. Prsní ploutve jsou přeměněny v pahýlovité končetiny, jejichž pomocí se ryba odráží ode dna. Kůže je pokryta hrbolky, které mnohdy vybíhají v trny. Chřestivcovité ryby dorůstají podle druhu do délky 20-40 cm.
Chřestivci jsou draví, živí se drobnými rybami, korýši a mnohoštětinatci. K lovu používají orgán zvaný illicium, červovitý výrůstek vzniklý přeměnou prvního paprsku hřbetní ploutve. Zatímco je chřestivec na dně dobře maskován díky nenápadnému zbarvení a nepravidelným obrysům, pohybující se illicium mu přiláká kořist až k ústům.

## Seznam rodů
- Coelophrys
- Dibranchus
- Halicmetus
- Halieutaea
- Halieutichthys
- Halieutopsis
- Malthopsis
- Ogcocephalus
- Solocisquama
- Zalieutes